# 上沢寺のオハツキイチョウ

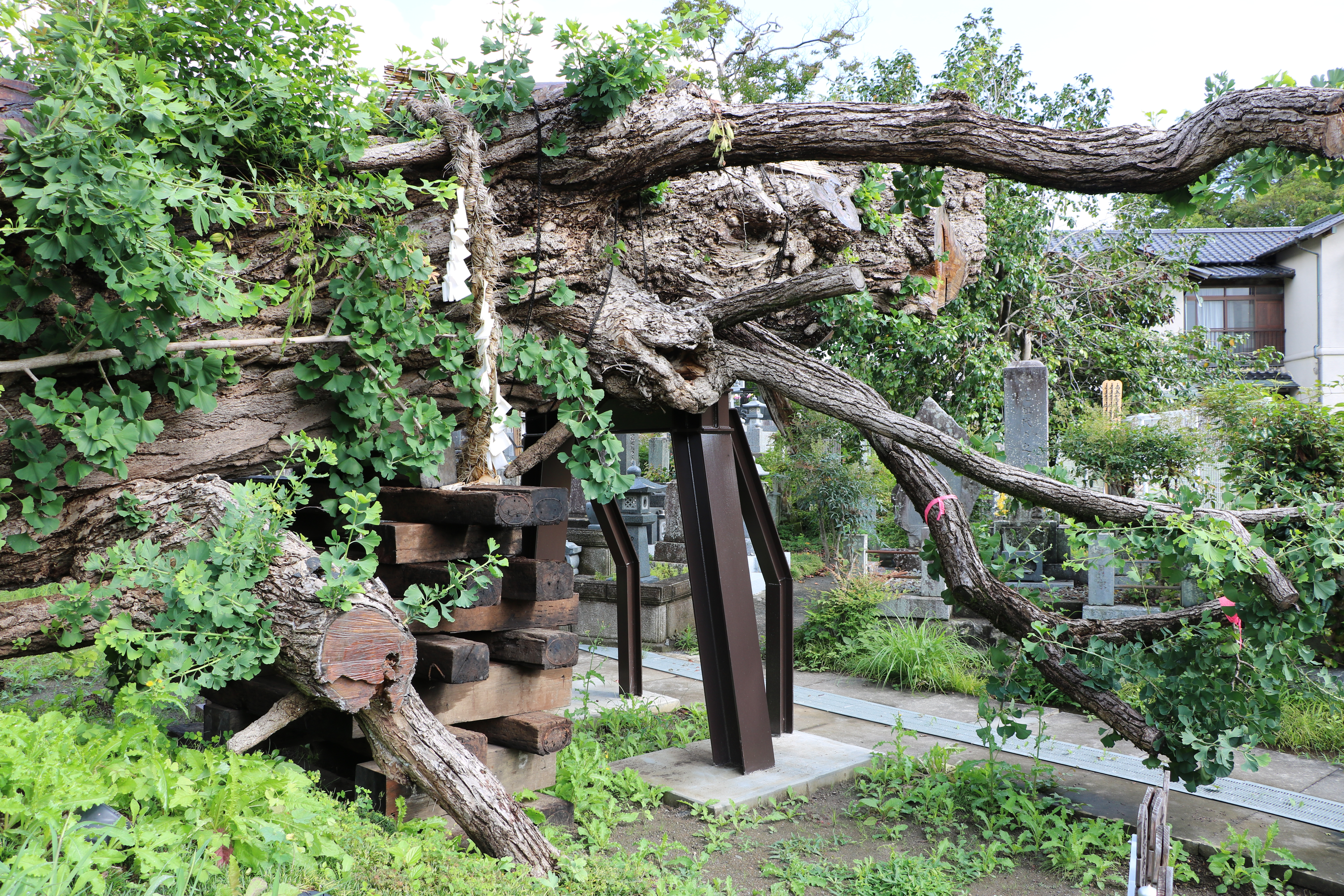
上沢寺のオハツキイチョウ。
2019年7月17日撮影。

上沢寺のオハツキイチョウ（じょうたくじのオハツキイチョウ）は、山梨県南巨摩郡身延町下山にある国の天然記念物に指定されたオハツキイチョウである。国の天然記念物に指定されたオハツキイチョウは日本全国に7本あるが、そのうち3本がここ身延町町内にあり、本樹はそのうちの1本である。
上沢寺境内に生育するこのオハツキイチョウは樹齢750年といわれ、日蓮所縁の伝説が残されており、別名を逆さイチョウ、または毒消しイチョウとも呼ばれる。古くから霊樹として大切に保護されてきたが、2018年（平成30年）9月に来襲した台風24号の強風により根元付近から折れて倒伏した。寺の神木として長年にわたりこのイチョウを守り続けてきた上沢寺は、倒れたオハツキイチョウを境内に横たえて経過を見守ったところ、倒伏した翌年の2019年（令和元年）5月、横たわった状態の幹や枝から再び新芽が出始め、その後複数の「お葉付き」の実（ギンナン）が結実したことが確認された。樹齢750年の老木の蘇生復活に、上沢寺関係者をはじめ地元の人々は期待を寄せている。山梨の巨樹・名木100選のひとつ。

## 由来
上沢寺のオハツキイチョウは山梨県南巨摩郡身延町下山の上沢寺境内に生育している。下山地区一帯は天然記念物に指定されたオハツキイチョウが多く、常福寺のオハツキイチョウ、長谷寺のオハツキイチョウの2件が地元身延町指定天然記念物、本国寺のオハツキイチョウ、八木沢のオハツキイチョウ、並びに本項で解説する上沢寺のオハツキイチョウの3件が国指定の天然記念物であり、同一種の天然記念物が極めて狭い範囲に生育している。
身延町のホームページによれば倒伏以前の上沢寺のオハツキイチョウの大きさは、根元の周囲7.57メートル、目通り幹囲6.6メートル、樹高23.0メートルという巨木であり、上沢寺本堂・庫裏の北東側に生育していた。

### 日蓮伝説

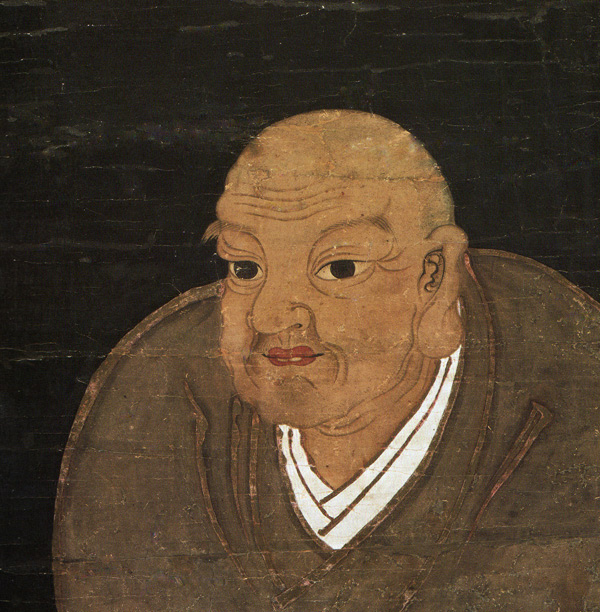
日蓮聖人像（波木井の御影）

上沢寺のオハツキイチョウには日蓮の身代わりとなった犬の伝説が残されている。
伝承によれば文永11年（1274年）、日蓮が身延山へ入山する際に上沢寺へ立寄り、当時の上沢寺住職の法喜阿闍梨（ほうきあじゃり）と小室山妙法寺住持であった恵頂（えちょう）の2人を相手に法論を行った。法論に敗れた法喜阿闍梨と恵頂は日蓮を恨み、ひそかに毒を入れた萩餅を献上し暗殺を謀ったが、そのとき現れた白い犬がこの餅を欲しがる素振りぶりを見せたため日蓮がこの餅を与えると、犬は苦悶しその場に倒れて死んでしまった。これを見た日蓮は「自らよこしまに降る雨あらじ　風こそ夜半のまどをうつらめ」と詠い、人は生まれながら尊い命と実直な心を持っている。だからこそ、欲に惑わされ罪を犯しても、心を入れ替え、欲という嵐を払い除ければ、誰でも仏に近付くことが出来ると諭した。
一連の経過を目の当たりにした法喜阿闍梨と恵頂は日蓮の威徳を悟り心服し、それまでの邪心を懺悔謝罪して許しを請い日蓮の弟子となり、法喜阿闍梨は名を日受、恵頂は日伝と改名し、それまで真言宗であった上沢寺と妙法寺は日蓮宗に改宗した。
日蓮は「毒消しの秘妙符」を白い犬に与えて生き返らせ、その後、犬の寿命が尽きると日受は日蓮の身代わりとなったこの犬を上沢寺の境内に塚を立て手厚く葬り、犬を憐れんだ日蓮も愛用のイチョウの杖を塚に建て墓標の代わりにした。やがてその杖が発芽して根をはり大樹になり、上沢寺のオハツキイチョウになったという。この伝説は身延山周辺に多く残された日蓮の伝説の中でも最もよく知られたものである。

### 逆さイチョウ・毒消しイチョウ

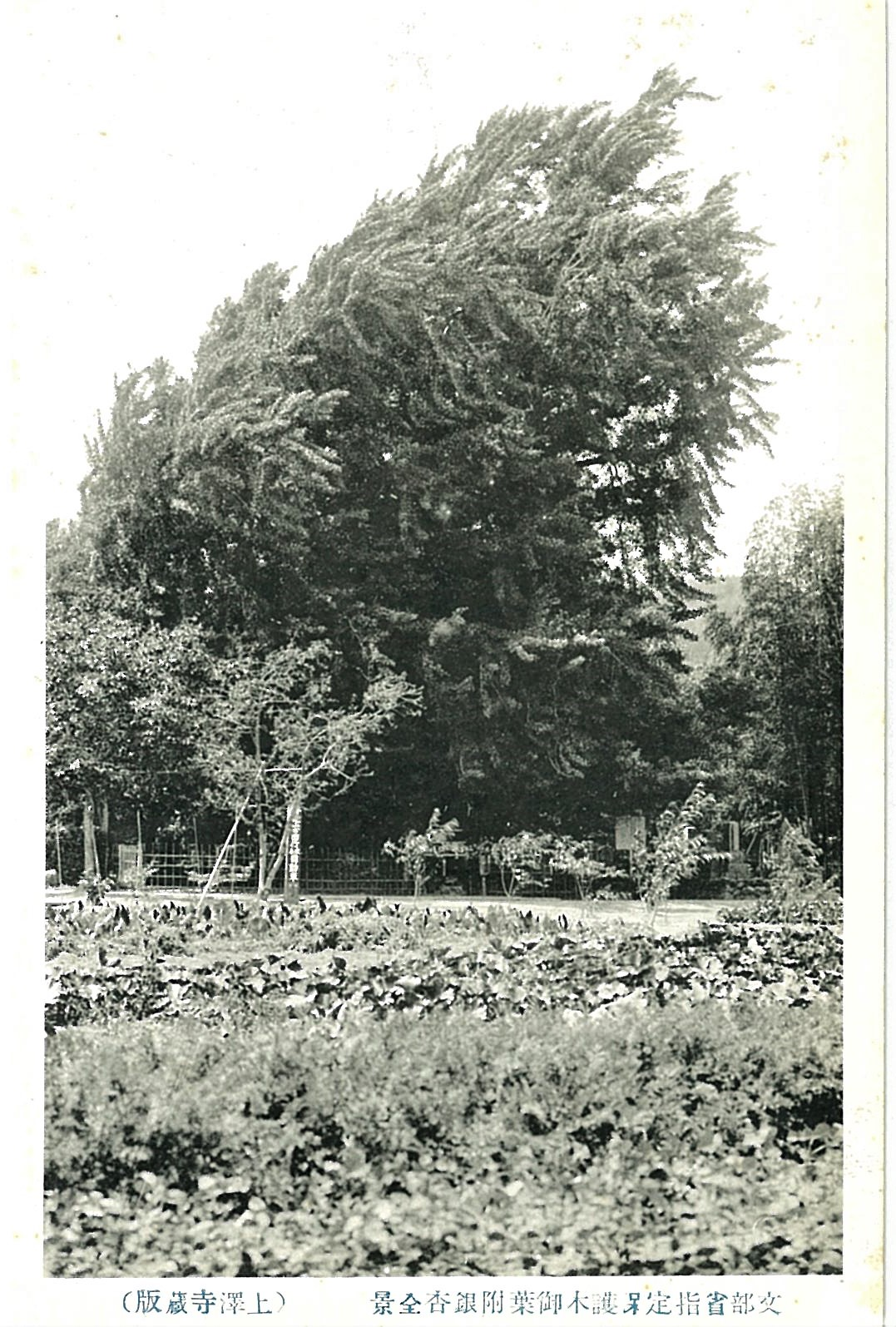
昭和初期の上沢寺のオハツキイチョウの絵葉書。

オハツキイチョウとは葉の表面や小枝の先端部に実（ギンナン）が結実するイチョウの変種で、日本国内では20本ほど確認されているが、この上沢寺のオハツキイチョウは植物学者の白井光太郎によって、イチョウに葉上種子が発生する事実が明治24年（1891年）7月に初めて学会に報告された個体であり、昭和4年（1929年）4月2日に国の天然記念物に指定された。
イチョウは雌雄異株であるが上沢寺のオハツキイチョウはギンナンの生る雌株である。普通のイチョウは雌花が長枝の先端部に2個つくが、オハツキイチョウは葉の縁辺につく。イチョウを公孫樹と書くのは、公孫（孫）の代にまでならないと結実しないということからきており、若木の頃は雄雌の見分けが難しいという。なお、上沢寺のオハツキイチョウの実は、すべてが「お葉付き」になるのではなく、7割が正常な実で3割が「お葉付き」であり、このオハツキイチョウの実は犬の牙に似た形をしている。
上沢寺のオハツキイチョウの幹上部は著しく北方に屈曲していたが、1931年（昭和6年）に発行された『山梨県名木誌』によれば、これは富士川西岸に位置する上沢寺付近を駿河湾から富士川の谷間を抜けて吹き上がる南風の影響によるものだという。また枝の多くが下方向に垂れ下がっている様子から別名を逆さイチョウと呼ばれ、上沢寺に面した国道52号に設置された道路標識にも「さかさ銀杏」と単独で表記されている（右画像参照）。
逆さイチョウの葉や若い実には消毒効果があると言われ、もうひとつの別名として毒消しイチョウとも呼ばれている。古くから上沢寺は薬房としての役割を担っており、今日も「延山膏（えんざんこう）」と呼ばれる傷薬をはじめ、逆さイチョウと漢方薬を調合した複数種の薬を許可を得て第三類医薬品として製造販売している。

## 台風による倒伏と保護再生

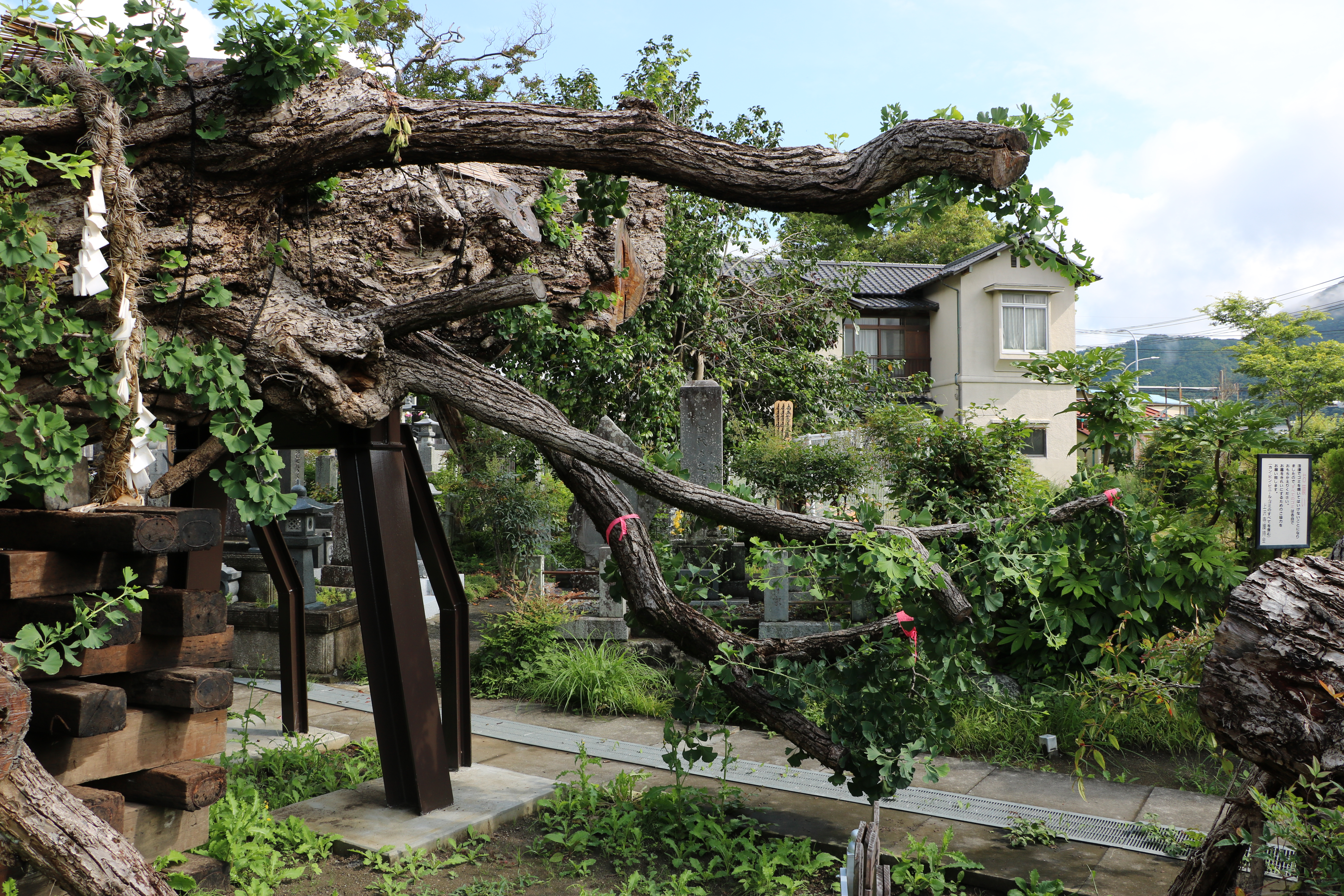
鉄骨と枕木で支えられている。2019年7月17日撮影。

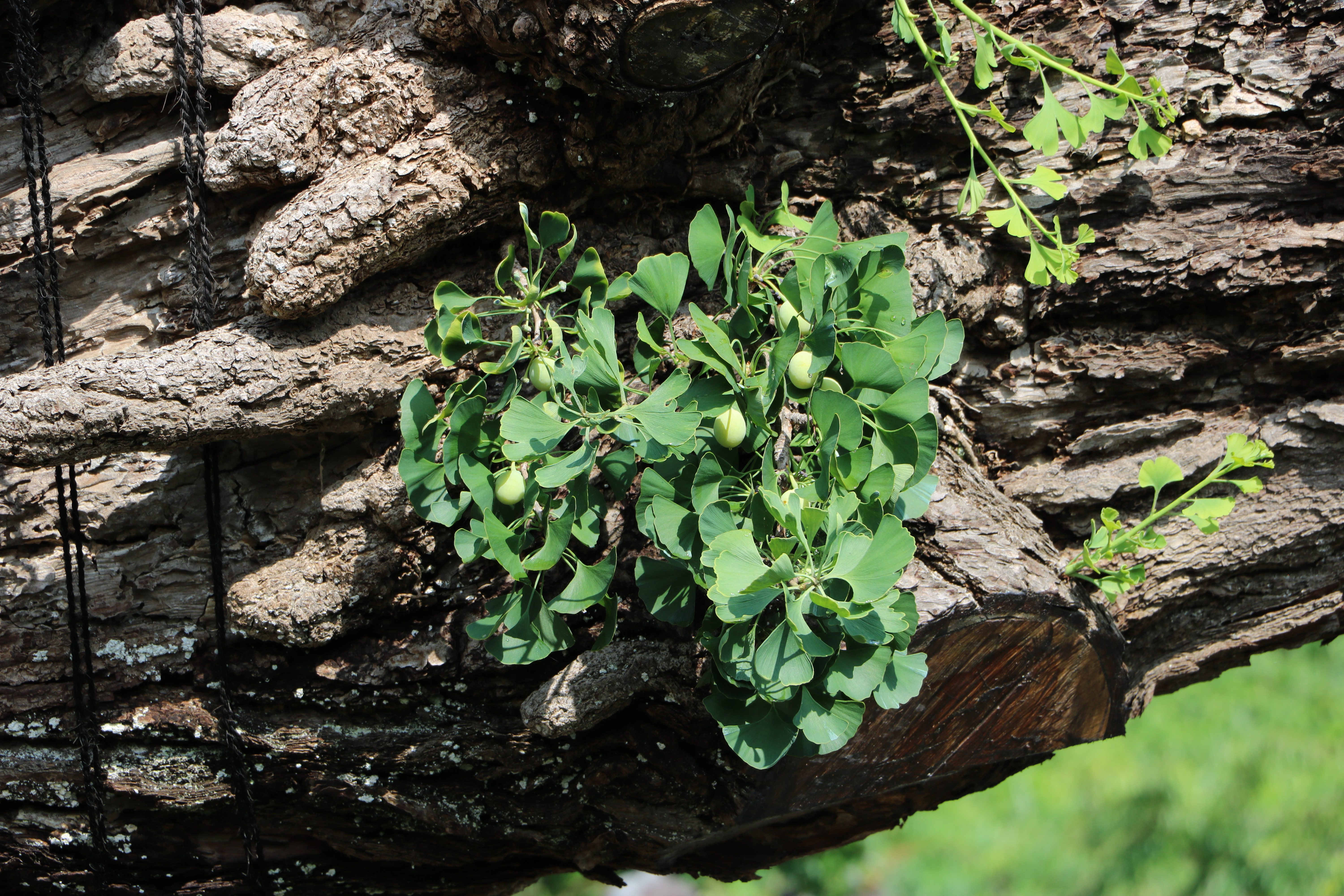
倒れたオハツキイチョウに実った銀杏。2019年7月17日撮影。

平成に入り、上沢寺のオハツキイチョウに衰えが目立つようになったため、国宝重要文化財等保全整備事業の一環として2001年（平成13年）から4年間をかけ、枯枝剪定、石積撤去、土壌改良、根系保護などの樹勢回復対策が行われた。また、過去数回落雷に見舞われたため、オハツキイチョウの近くに避雷針が設置されるなど、手厚い保全保護対策が続けられていたが、2018年（平成30年）9月30日深夜に山梨県へ来襲した平成30年台風第24号の強風により、上沢寺のオハツキイチョウは根元付近から折れて倒伏してしまった。
台風の接近した9月30日深夜の23時30分（JST）頃、近隣の住民が木がきしむ音を聞いており、上沢寺住職も同じ頃、地響きのような大きな音を聞いている。台風が過ぎ去った翌朝の10月1日になって外に出ると、樹齢750年の巨樹は根元から折れ倒れていた。当時87歳の住職によれば1959年（昭和34年）の伊勢湾台風でも多くの枝が折れたので、ある程度の被害は覚悟していたが、まさか根元から倒れるとは考えもせず、ショックのあまり言葉が出なかったという。上沢寺では身延町や山梨県、国と相談しながら保護策を進める考えで、身延町教育委員会の文化財担当者も保護再生に協力したいと話し、倒れたオハツキイチョウの巨木は撤去せず、倒したままの状態で見守られた。
翌年の2019年（令和元年）5月末、倒した状態のオハツキイチョウの幹や枝から新芽が出始めているのを上沢寺住職が確認し、6月に入ると葉の付近に実が付いているのも確認された。国の天然記念物を管理する文化庁文化財第2課によると、葉や実を付けたのは倒れたイチョウの根の一部が残っていた影響による可能性があると言い、その一方で、横倒しになったイチョウを動かすと残存している根を破損してしまう危険性があるため、イチョウを元通りに起こすことは出来ないという。
イチョウの復活を願い、倒伏した日から1日も欠かさず祈祷を続けてきた住職は、ご神木が願いに応えてくれたと喜び、台風のような災害に遭いながらも懸命に生きるイチョウの姿は、参拝者を勇気付ける存在であり、今後は横伏しの大イチョウとして人々に親しまれるのではないかと話し、樹齢750年の老木の復活劇に地元では大きな期待が寄せられている。

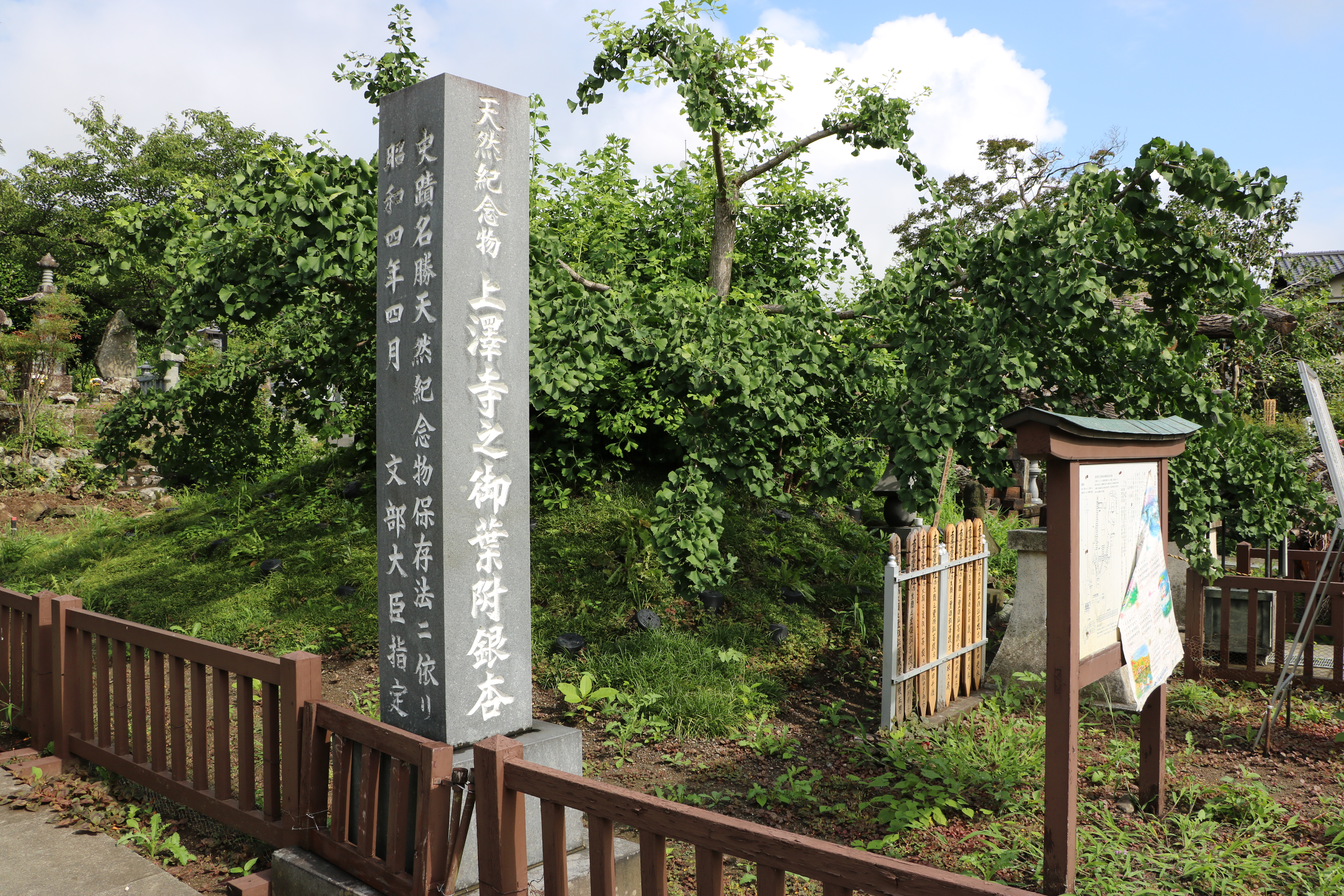
天然記念物指定石碑。
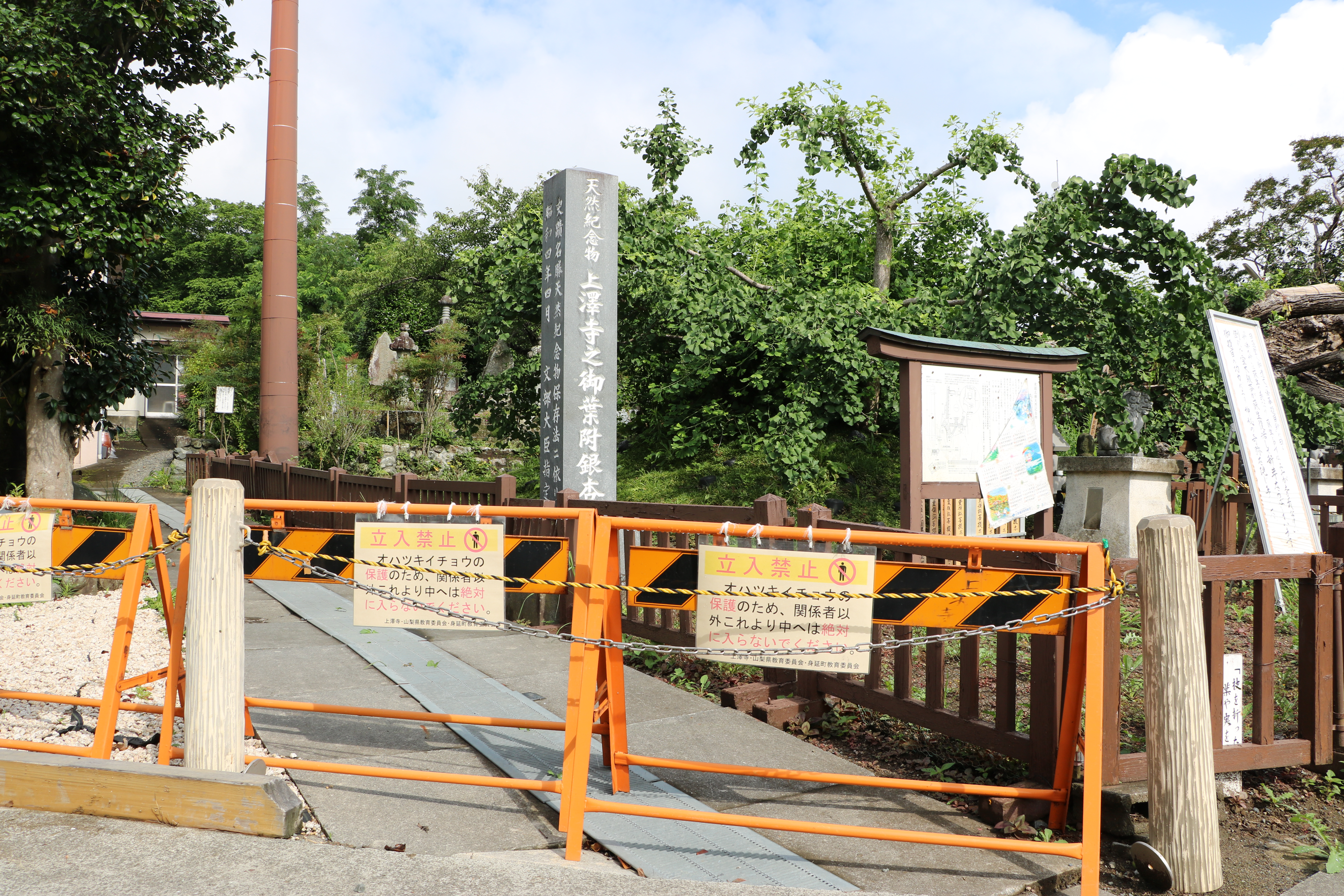
危険防止のため2019年7月の段階では山梨県及び身延町教育委員会によってバリケードが設置されている。
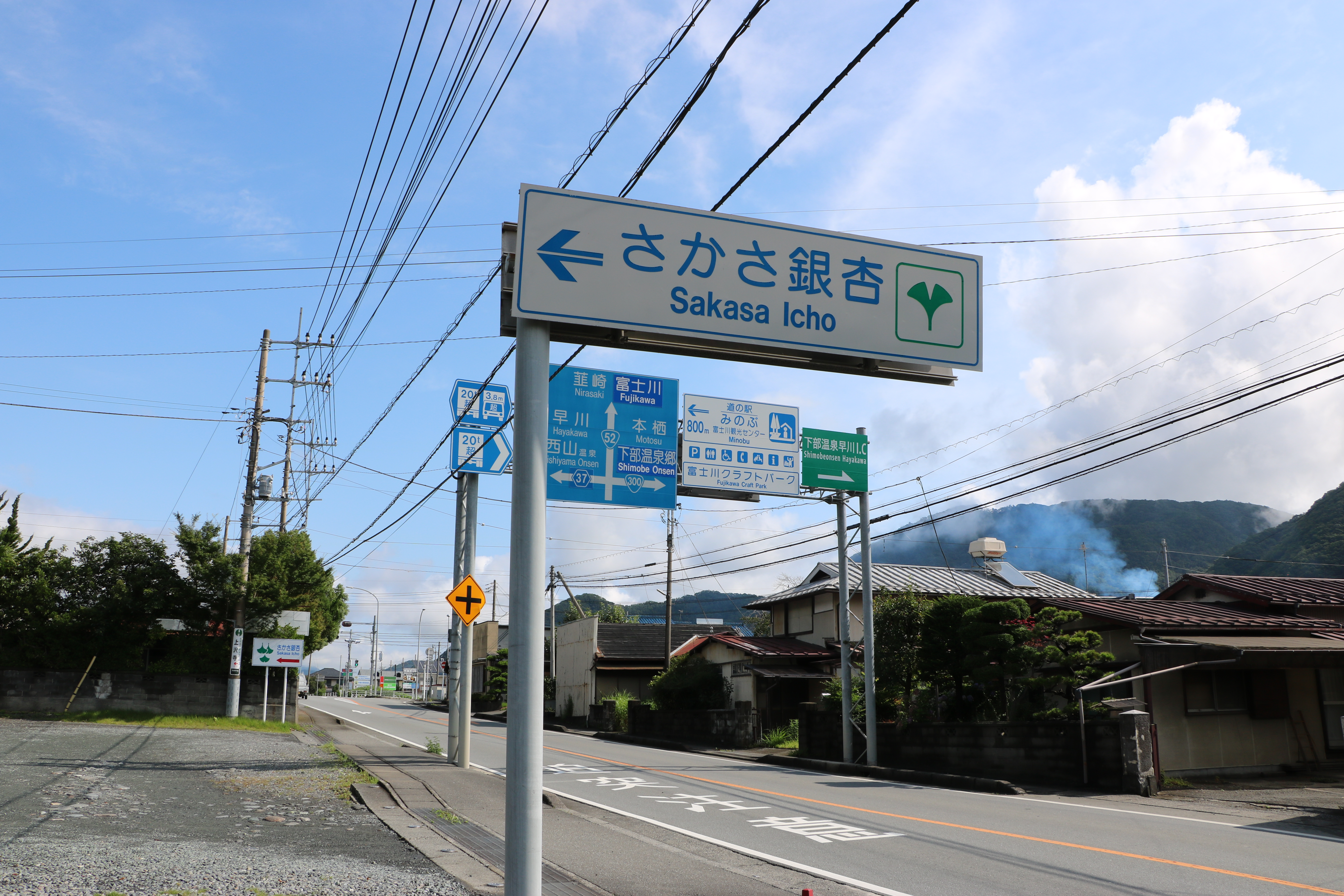
国道52号線上に設置された「さかさ銀杏」の看板。
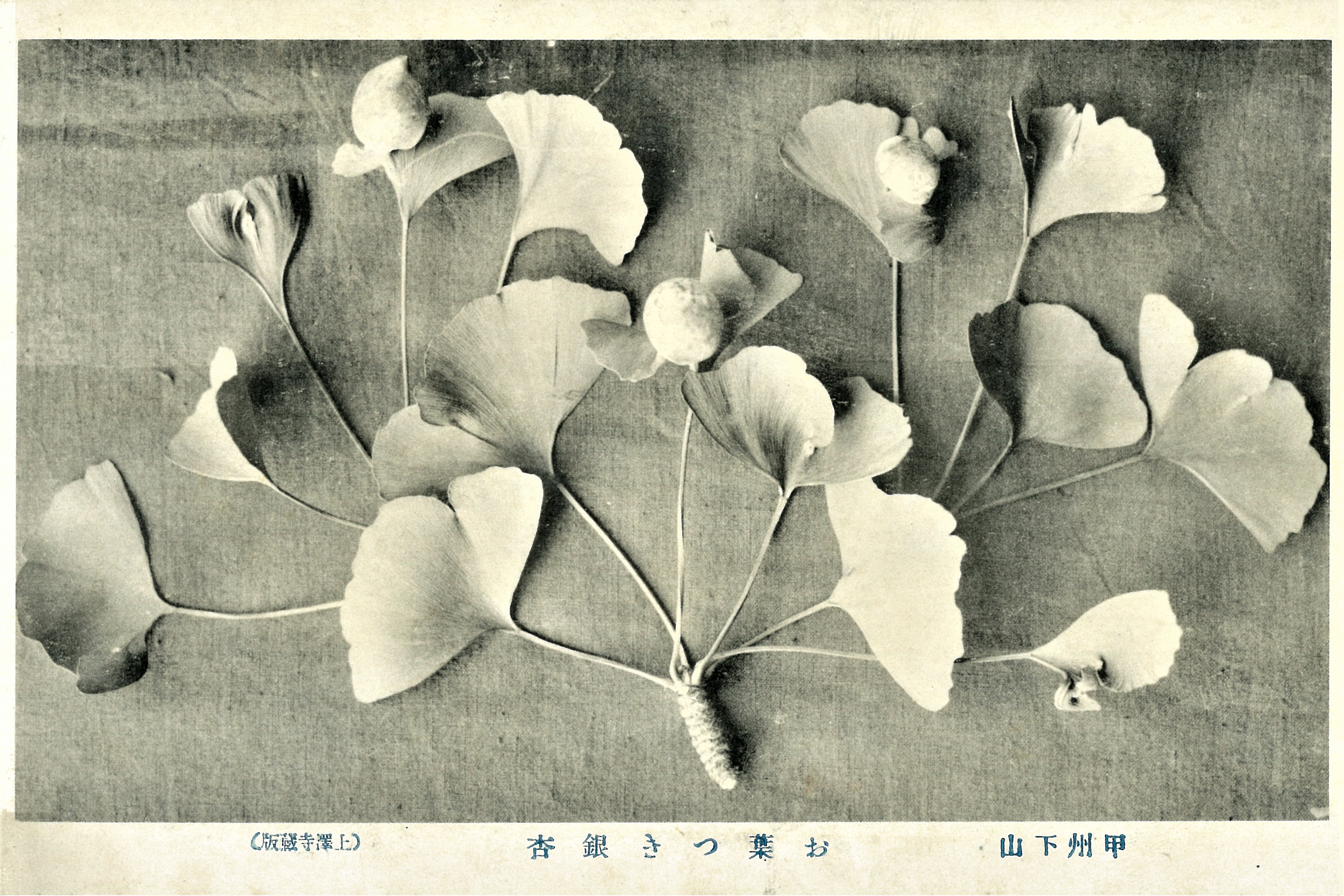
昭和初期頃の上沢寺お葉付の銀杏の絵葉書。

## 交通アクセス
所在地
- 山梨県南巨摩郡身延町下山279[2][4]。

交通
- JR身延線波高島駅より徒歩約15分[19]。
- 中部横断自動車道下部温泉早川インターチェンジより車約5分